# Acer wangchii
Acer wangchii — малопоширений азійський вид клена. Він був знайдений лише в південно-західному Китаї (Гуансі, Гуйчжоу).

## Опис
Acer wangchii — вічнозелене дерево до 15 метрів заввишки з грубою коричневою або фіолетовою корою. Листки стійкі, нескладні; ніжка пурпурувато-зелена, 1.5–4 см, гола; листова пластинка знизу сірувато-зелена, зверху зеленувата, 8–11 × 2–4 см, основа широко зрізана, край від цільного до хвилястого, верхівка хвостата. Супліддя щиткоподібні, густо-жовтувато-запушені. Плоди пурпурного кольору, що є незвичним для роду; горішки сильно опуклі, 8–9 × ≈ 6 мм; крила серпоподібні, включаючи горішок 2.2–2.8 см. Плодить у вересні.